# Scabricola
Scabricola là một chi ốc biển, là động vật thân mềm chân bụng sống ở biển trong họ Mitridae.

## Các loài
Các loài thuộc chi Scabricola bao gồm:
- Scabricola alabaster (Sowerby, 1900)[2]
- Scabricola barrywilsoni (J. Cate)[3]
- Scabricola caerulea (Reeve, 1844)[4]
- Scabricola condei Guillot de Suduiraut, 2001[5]
- Scabricola coriacea (Reeve, 1845)[6]
- Scabricola dampierensis Salisbury & Heinicke, 1998[7]
- Scabricola desetangsii (Kiener, 1838)[8]
- Scabricola eximia (A. Adams, 1853)[9]
- Scabricola geigeri Poppe, Tagaro & Salisbury, 2009[10]
- Scabricola gorii Turner, 2007[11]
- Scabricola granatina Lamarck[12]
- Scabricola lavoisieri Guillot de Suduiraut, 2002[13]
- Scabricola martini Poppe & Tagaro, 2006[14]
- Scabricola padangensis (Thiele, 1925)[15]
- Scabricola parkinsoni Salisbury & Wolff, 2005[16]
- Scabricola petiti Poppe & Tagaro, 2006[17]
- Scabricola potensis (Montrouzier, 1858)[18]
- Scabricola scabriuscula [19]
- Scabricola splendidula Salisbury & Guillot de Suduiraut, 2003[20]
- Scabricola variegata (Gmelin, 1791)[21]
- Scabricola vicdani Cernohorsky, 1981[22]

Subgenus Scabricola (Swainsonia) H. & A. Adams, 1853
- Scabricola casta (Gmelin, 1791)[23]
- Scabricola fissurata (Lamarck, 1811)[24]
- Scabricola fusca (Swainson, 1824)[25]
- Scabricola newcombii (Pease, 1869)[26]
- Scabricola ocellata (Swainson, 1831)[27]